# Kleisoura

La frontiera militare bizantina in Anatolia.

Con il termine kleisoura (in greco κλεισούρα?, traducibile come gola o passo) si designava nell'Impero bizantino un passo di montagna fortificato, situato in un'area di confine e per estensione il distretto militare posto a difesa di quel punto di accesso strategico. A partire dal tardo VII secolo il termine passò ad indicare in maniera più ampia i distretti di frontiera, distinti dai themata, posti nella maggior parte dei casi lungo la catena montuosa del Tauro e dell'Anti-Tauro, che delimitava il confine dell'Impero bizantino con il Califfato. Ad occidente l'utilizzo di tale termine è meno frequente; lo si riscontra in relazione all'area militarizzata compresa tra i fiumi Strimone e Nesto, estesa nell'entroterra sino alle propaggini meridionali dei Balcani. Tali zone vennero colonizzate da Giustiniano II con popolazioni di origine scitica (probabilmente Bulgari, Cazari o Magiari). In seguito la kleisoura del fiume Strimone sarebbe divenuta il nucleo centrale del thema di Strymon. Una kleisoura o kleisourarchia disponeva di un comando autonomo, sotto un ufficiale chiamato kleisourarches (in greco κλεισουράρχης). Diversi kleisourai vennero elevati, con l'evolversi della situazione geopolitica segnata dall'avanzata bizantina in oriente e nei Balcani, al rango di themata. Il termine cadde progressivamente in disuso dopo il X secolo. Subordinate ai kleisouraches erano le truppe, anch'esse operative nelle aree di confine chiamate "akritai". In epoca tarda (dal XIII secolo) il termine droungos (in greco δροῦγγος) venne utilizzato comunemente per designare i distretti militari posti a difesa dei passi di confine. Paragonabile alla kleisoura dal punto di vista organizzativo fu l'area fortificata posta a difesa del Califfato abbaside chiamata al-ʿAwāṣim, che si estendeva in Cilicia e Mesopotamia.